# 阿尔扎克-阿拉济盖
阿尔扎克-阿拉济盖（法語：Arzacq-Arraziguet，法語發音：[aʁzak aʁaziɡɛ]）是法国大西洋比利牛斯省的一个市镇，位于该省北部，属于波城区。该市镇于1845年由原市镇阿尔扎克（Arzacq）和阿拉济盖（Arraziguet）合并而成。

## 地理
阿尔扎克-阿拉济盖（43°32'9"N, 0°24'45"W）面积15.26 平方千米，位于法国新阿基坦大区大西洋比利牛斯省，该省份为法国东南部省份，涵盖了贝阿恩与北巴斯克，西临大西洋比斯開灣，北至朗德省，东北接热尔省，东临上比利牛斯省，南与西班牙接壤。
与阿尔扎克-阿拉济盖接壤的市镇（或旧市镇、城区）包括：潘博、菲隆当、卡比多斯、加罗斯、卢维尼、普尔西于格-布库、维涅。
阿尔扎克-阿拉济盖的时区为UTC+01:00、UTC+02:00（夏令时）。

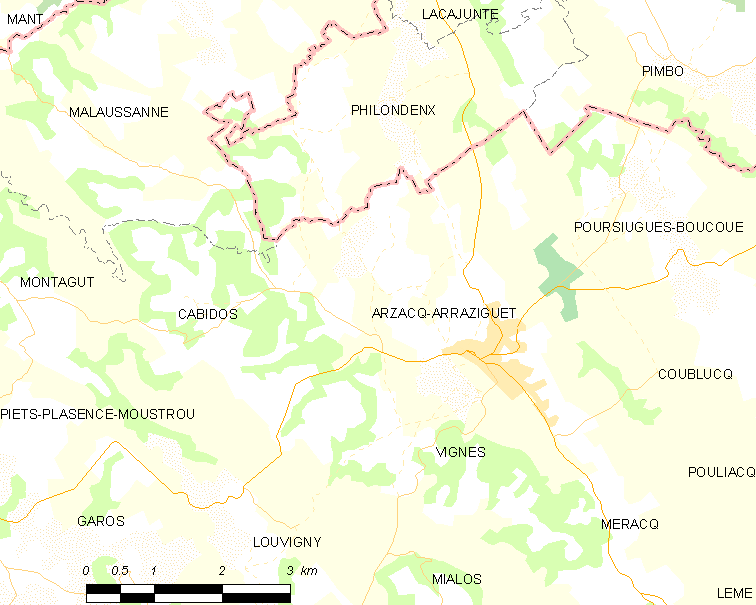
阿尔扎克-阿拉济盖的OSM定位图

## 行政
阿尔扎克-阿拉济盖的邮政编码为64410，INSEE市镇编码为64063。

## 政治
阿尔扎克-阿拉济盖所属的省级选区为阿尔蒂克斯和苏贝斯特尔地区县。

## 交通
大西洋比利牛斯省省道D264线、D944线和D946线在境内交汇。

## 人口

1962-2008年间阿尔扎克-阿拉济盖人口变化图示

阿尔扎克-阿拉济盖于2022年1月1日时的人口数量为1052人。